# Rosine d'Augsbourg
Sainte Rosine d'Augsbourg est vénérée dans le pays Souabe comme une sainte martyre des premiers siècles. Sa fête est le 11 mars.
On sait très peu de choses d'elle : elle aurait été ermite avant de finir martyrisée. D'autres précisions sur sa vie relèvent plus de l'hagiographie légendaire. 
Elle est particulièrement vénérée dans le diocèse d'Augsbourg, à Wendlingen, où l'église lui est dédiée. Elle y fait l'objet d'un pèlerinage attesté depuis le XIVe siècle.